# The Tumbleweeds
The Tumbleweeds war eine niederländische Countryband der 1970er Jahre.

## Biografie
Die Band wurde 1967 von Ad und Ton Masseurs formiert. Die Brüder stammen aus Kaatsheuvel, einem Ort in der Provinz Nordbrabant. Zu den Gründungsmitgliedern zählen außerdem Dick van Krimpen, James Bordes und Manneke Jim Jaspers. Nach einiger Zeit wurde Jaspers durch Laura Bordes ersetzt. Später komplettierten Berry und Ine Masseurs, Bruder und Schwester von Ad und Ton Masseurs, die Gruppe. Das Line-up bei der Produktion des folgenden Albums bestand aus Ine Masseurs (Gesang), Ruud Hermans (Gesang), Ad Masseurs (Schlagzeug), Mickey de Boer (Bass), Berry Masseurs (Rhythmusgitarre) und Ton Masseurs (Pedal-Steel-Gitarre, Produzent).
Im April 1973 trat die Band mit dem Lied Wabash Cannonball in der ZDF-Fernsehsendung disco auf. Als erste europäische Countryband spielten The Tumbleweeds 1973 hinter dem Eisernen Vorhang und tourten zwei Wochen durch Rumänien. 1974 und 1975 spielten sie zwei Tourneen durch die Vereinigten Staaten, während der sie u. a. in der Country-Radioshow Grand Ole Opry und der Carnegie Hall auftraten. Des Weiteren war die Gruppe als beste Band, beste Sänger und beste Instrumentalisten bei den Country Music Awards nominiert. Trotz der erfolgreich verlaufenen Tournee kam es nicht zum erwünschten Durchbruch in den USA.
In den Niederlanden war die Band Mitte der 1970er Jahre sehr erfolgreich und hatte mit Tumbleweeds (1974, Platz 4) und Sweet Memories (1976, Platz 8) zwei Alben in den Top 10. Die Single Somewhere Between stieg im Sommer 1975 auf Platz 2, It Might as Well Have Rained schaffte es Ende des Jahres auf Platz 15 und Sweet Memories kletterte 1976 auf Platz 23.
Nachdem Ad Masseurs 1977 auf dem Weg zu einem Auftritt in Deutschland einen Autounfall gehabt hatte und auch Sänger Ruud Hermans die Band verlassen hatte, sank die Popularität der Gruppe. 1980 zog sich auch Ine Masseurs ins Privatleben zurück, um sich um die Familie zu kümmern. Schließlich trennten sich The Tumbleweeds im Jahr 1982.

## Diskografie

### Alben
| Jahr | Titel          | Höchstplatzierung, Gesamtwochen, AuszeichnungChartsChartplatzierungen (Jahr, Titel, Platzierungen, Wochen, Auszeichnungen, Anmerkungen) | Anmerkungen |
| Jahr | Titel          | NL | Anmerkungen |
| ---- | -------------- | --- | ----------- |
| 1974 | Tumbleweeds    | NL4 (18 Wo.)NL |             |
| 1976 | Sweet Memories | NL8 (5 Wo.)NL |             |

Weitere Alben
- 1973: Favorites
- 1977: New Trail
- 1979: Homework

### Kompilationen
- 1975: Country and Western Music
- 1980: The Best of the Tumbleweeds
- 1999: Somewhere Between

### Singles
| Jahr | Titel Album                                 | Höchstplatzierung, Gesamtwochen, AuszeichnungChartsChartplatzierungen (Jahr, Titel, Album, Platzierungen, Wochen, Auszeichnungen, Anmerkungen) | Anmerkungen                                                    |
| Jahr | Titel Album                                 | NL | Anmerkungen                                                    |
| ---- | ------------------------------------------- | --- | -------------------------------------------------------------- |
| 1975 | Somewhere Between Tumbleweeds               | NL2 (10 Wo.)NL | Autor: Merle Haggard Original: Bill Mack & Wanda Conklin, 1970 |
| 1975 | It Might as Well Have Rained Sweet Memories | NL15 (7 Wo.)NL | Autor: Rocky Topp                                              |
| 1976 | Sweet Memories                              | NL23 (8 Wo.)NL | Autor: Mickey Newbury Original: Andy Williams, 1968            |

Weitere Singles
- 1974: Everybody Has His Own Dogs
- 1977: Sing Me Another Lovesong
- 1979: Don’t Cry Blue